# Alona Kartaszowa
Alona Władimirowna Kartaszowa (ros. Алёна Владимировна Карташова; ur. 23 stycznia 1982 w Angarsku) – rosyjska zapaśniczka. Dwukrotna olimpijka. Srebrna medalistka z Pekinu 2008; ósma w Atenach 2004 w wadze 63 kg.
Trzykrotna uczestniczka Mistrzostw Świata, złoty medal w 2002 roku. Osiem razy występowała na Mistrzostwach Europy, zdobyła trzy złote medale w 2000, 2004 i 2008. Druga w Pucharze Świata w 2002; trzecia w 2007; szósta w 2011.
Mistrzyni Rosji w latach 2007, 2008 i 2010 roku.